# Лакан (Марказі)
Лакан (перс. لكان) — село в Ірані, у дегестані Хоррам-Дашт, у бахші Камаре, шагрестані Хомейн остану Марказі. За даними перепису 2006 року, його населення становило 870 осіб, що проживали у складі 256 сімей.

## Клімат
Середня річна температура становить 10,54 °C, середня максимальна – 29,30 °C, а середня мінімальна – -11,52 °C. Середня річна кількість опадів – 246 мм.
| Клімат поселення                              | Клімат поселення | Клімат поселення | Клімат поселення | Клімат поселення | Клімат поселення | Клімат поселення | Клімат поселення | Клімат поселення | Клімат поселення | Клімат поселення | Клімат поселення | Клімат поселення | Клімат поселення |
| Показник                                      | Січ.             | Лют.             | Бер.             | Квіт.            | Трав.            | Черв.            | Лип.             | Серп.            | Вер.             | Жовт.            | Лист.            | Груд.            |                  |
| Середній максимум, °C                         | 5,26             | 7,00             | 11,10            | 17,52            | 22,81            | 28,01            | 29,30            | 29,30            | 24,71            | 18,33            | 11,61            | 6,38             |                  |
| Середня температура, °C                       | −3,13            | −1,4             | 2,72             | 9,13             | 14,42            | 19,62            | 23,56            | 23,54            | 18,94            | 12,56            | 5,85             | 0,61             |                  |
| Середній мінімум, °C                          | −11,52           | −9,78            | −5,68            | 0,73             | 6,04             | 11,25            | 17,78            | 17,78            | 13,20            | 6,81             | 0,08             | −5,14            |                  |
| Норма опадів, мм                              | 38               | 38               | 47               | 32               | 24               | 3                | 2                | 1                | 0                | 6                | 22               | 33               |                  |
| Середньомісячна швидкість вітру, м/с          | 1.37             | 2.45             | 2.88             | 2.70             | 2.42             | 2.20             | 2.10             | 1.95             | 2.00             | 1.92             | 1.70             | 1.44             |                  |
| Середньомісячна сонячна радіація, кДж/м²·день | 9638             | 12724            | 15354            | 18647            | 22557            | 26874            | 25859            | 24445            | 21592            | 16162            | 11441            | 9319             |                  |
| --------------------------------------------- | ---------------- | ---------------- | ---------------- | ---------------- | ---------------- | ---------------- | ---------------- | ---------------- | ---------------- | ---------------- | ---------------- | ---------------- | ---------------- |
| Джерело:                                      |                  |                  |                  |                  |                  |                  |                  |                  |                  |                  |                  |                  |                  |